# Nerax lascivus
Nerax lascivus là một loài ruồi trong họ Asilidae. Nerax lascivus được Wiedemann miêu tả năm 1828. Loài này phân bố ở vùng Tân nhiệt đới.